# Бюро по документации и расследованию преступлений коммунизма
Бюро по документации и расследованию преступлений коммунизма (чеш. Úřad dokumentace a vyšetřování zločinů komunismu, ÚDV) — подразделение чешской полиции, занимающееся расследованием преступлений, совершённых коммунистическими властями Чехословакии в 1948—1989 годах.
Штаб-квартира организации находится в Праге, имеется филиал в Брно.
Бюро было основано 1 января 1995 года по решению министерства внутренних дел Чешской республики на основании закона «О противозаконности коммунистического режима и о сопротивлении ему». Также был создан ресурсный центр по документированию преступлений коммунистического режима. Бюро имеет следственные полномочия по разоблачению и преследованию преступных деяний, совершённых в период 1948—1989 годов. В дополнение к следственной деятельности, ведётся работа по документированию, которая заключается в сборе, анализе и оценке материалов, информации и документов, свидетельствующих о преступлениях коммунистического режима и его репрессивного аппарата.
Ситуация с правами и свободами граждан за время правления коммунистического режима управлением оценивается следующим образом:

«Этот режим в годы своей тоталитарной власти систематически и целенаправленно нарушал права человека, принципы демократического государства, постановления международного права и даже законы своей страны. Коммунисты не давали гражданам возможность свободно высказать своё мнение, беспощадно подавляли все иные политические, религиозные и социальные группы».

## Деятельность бюро
В отношении бывшего премьер-министра ЧССР Любомира Штроугала по инициативе бюро был выдвинут ряд обвинений. Он обвинялся в том, что в 1965 году воспрепятствовал расследованию преступлений, совершённых органами госбезопасности Чехословакии в 1948—1949 годах. Заведённое на Штроугала судебное дело было закрыто лишь в 2002 году «за отсутствием доказательств вины».
В ноябре 2019 года Бюро возбудило уголовное дело в отношении Любомира Штроугала, бывшего генерального секретаря КПЧ Милоша Якеша и бывшего министра внутренних дел ЧССР Вратислава Вайнара. Всем троим вменяются убийства, совершённые на границе Чехословакии в 1976—1989 годах. Согласно обвинению, они имели возможность предотвратить применение огнестрельного оружия и служебных собак против чехов и словаков, пытавшихся бежать из ЧССР в Австрию и ФРГ, однако разрешили огонь на поражение и иные методы, повлекшие гибель девяти человек.